# Dobrašina
Dobrašina (cyr. Добрашина) – wieś w Bośni i Hercegowinie, w Republice Serbskiej, w gminie Rogatica. W 2013 roku liczyła 26 mieszkańców.